# John Haigh
John George Haigh, soprannominato l'assassino del bagno d'acido (Stamford, 24 luglio 1909 – Londra, 10 agosto 1949), è stato un serial killer britannico condannato per l'omicidio di sei persone, nonostante avesse dichiarato di averne uccise nove.
Haigh uccideva le sue vittime picchiandole o sparando con un revolver, e si liberò dei corpi sciogliendoli in fusti di acido solforico. Falsificava poi le loro firme in modo da poter vendere i loro beni e raccogliere ingenti somme di denaro. Le sue azioni sono state oggetto del film televisivo A Is for Acid.

## Primi anni di vita
John Haigh nacque a Stamford, Lincolnshire, e crebbe nel villaggio di Outwood, nello West Riding of Yorkshire. I suoi genitori erano l'ingegnere John Robert Haigh e sua moglie Emily (nata Hudson, membri dei Plymouth Brethren, una setta protestante conservatrice.
Haigh in seguito dichiarò di aver sofferto di incubi religiosi ricorrenti durante la sua infanzia. Sviluppò una grande abilità al pianoforte, che imparò a suonare a casa.  Amava la musica classica e andava spesso ai concerti.
Haigh vinse una borsa di studio alla Queen Elizabeth Grammar School, Wakefield, poi alla Wakefield Cathedral, dove divenne chierichetto. Dopo la scuola, divenne apprendista presso una ditta di ingegneri automobilistici. Dopo un anno lasciò quel lavoro e iniziò a lavorare nel campo assicurativo e della pubblicità. All'età di 21 anni, fu licenziato con l'accusa di aver rubato da una cassa.

## Matrimonio e prigionia
Il 6 luglio 1934, Haigh sposò la 23enne Beatrice 'Betty' Hamer. Il matrimonio finì presto. Lo stesso anno in cui Haigh venne incarcerato per frode, Betty partorì mentre lui era in prigione, diede la figlia in adozione e lasciò Haigh. La famiglia conservatrice di Haigh lo ostracizzò da quel punto in poi.
Haigh si trasferì a Londra nel 1936 e lì divenne autista di William McSwan, un ricco proprietario di sale giochi. Inoltre effettuava riparazioni delle macchine da gioco di McSwan. In quel periodo iniziò a fingere di essere un avvocato di nome William Cato Adamson con uffici a Chancery Lane (Londra), a Guildford, nel Surrey, e a Hastings, in Sussex. Iniziò a vendere azioni fraudolente, presumibilmente dalle proprietà dei suoi clienti deceduti, a tassi inferiori a quelli di mercato. La truffa venne scoperta da qualcuno che notò che aveva scritto male Guildford come "Guilford" sulla sua carta intestata. Haigh ricevette una condanna a quattro anni di carcere per frode. Fu rilasciato subito dopo l'inizio della seconda guerra mondiale; continuò con le truffe e fu condannato ancora svariate volte.
Rimpiangendo di aver lasciato in vita alcune vittime che poi lo accusarono, si incuriosì alle vicende dell'assassino francese Georges-Alexandre Sarret, che si era liberato dei corpi usando acido solforico. Haig iniziò a fare esprimenti con topi di campagna e scoprì che il corpo impiegava solo 30 minuti per dissolversi.

## Gli omicidi del "bagno d'acido"
Haigh fu scarcerato nel 1943 e fu assunto come contabile presso uno studio di ingegneria. Poco dopo, per caso, si imbatté nel suo ex datore di lavoro William McSwan in un pub di Kensington. McSwan presentò Haigh ai suoi genitori, Donald e Amy. McSwan lavorava per loro riscuotendo affitti nelle loro proprietà londinesi e Haigh divenne invidioso del suo stile di vita. Il 6 settembre 1944, McSwan scomparve. Haigh in seguito ammise di aver attirato McSwan in uno scantinato in Gloucester Road, di averlo colpito alla testa con un tubo di piombo e di aver poi messo il suo corpo in un fusto da 40 galloni con acido solforico concentrato. Due giorni dopo, scoprendo che il corpo di McSwan si era per lo più dissolto, Haigh svuotò il fusto in un tombino.
Raccontò ai genitori di McSwan che il figlio era fuggito in Scozia per evitare di essere chiamato per il servizio militare. Haigh iniziò quindi a vivere nella casa dei McSwan e a riscuotere l'affitto per gli stessi. I genitori iniziarono a incuriosirsi del motivo per cui il figlio non fosse ritornato, poiché la guerra stava volgendo al termine. Il 2 luglio 1945 Haigh li attirò dunque a Gloucester Road dicendo loro che il figlio era tornato dalla Scozia per una visita a sorpresa. Lì li uccise con colpi alla testa e si sbarazzò dei cadaveri. Haigh quindi rubò gli assegni pensionistici di McSwan e vendette le proprietà dei suoi genitori, per circa £ 8.000; quindi si trasferì all'Onslow Court Hotel a Kensington.
Haigh era un giocatore d'azzardo e nel 1947 era a corto di soldi. Per risolvere i suoi problemi finanziari, trovò un'altra coppia da uccidere e derubare: il dottor Archibald Henderson e sua moglie Rose. Dopo aver finto interesse per una casa che stavano vendendo, fu invitato nell'appartamento degli Henderson da Rose per suonare il piano per la loro festa di inaugurazione della casa. Mentre era nell'appartamento, Haigh rubò il revolver di Archibald Henderson, progettando di usarlo nel suo prossimo crimine. Affittò quindi un piccolo laboratorio al 2 di Leopold Road, a Crawley, in Sussex,e trasferì lì acido e i fusti da Gloucester Road (Haigh aveva soggiornato all'hotel di Crawley, il The George, in diverse occasioni).  Il 12 febbraio 1948 accompagnò Henderson nella sua officina con il pretesto di mostrargli un'invenzione. Quando arrivarono, Haigh sparò ad Henderson alla testa con il revolver rubato. Attirò quindi la signora Henderson all'officina, dicendo che suo marito aveva avuto un malore, e uccise anche a lei.
Dopo essersi sbarazzato dei corpi degli Henderson in fusti di benzina pieni di acido, falsificò una lettera con le loro firme e vendette tutti i loro beni per 8.000 sterline ad eccezione della loro auto e del cane, che tenne.

## Ultima vittima e cattura
La successiva e ultima vittima di Haigh fu Olive Durand-Deacon, 69 anni, la ricca vedova dell'avvocato John Durand-Deacon che risiedeva all'Onslow Court Hotel. Haigh ormai si spacciava per ingegnere e Olive gli parlò di un'idea che aveva per le unghie artificiali. La invitò all'officina di Leopold Road il 18 febbraio 1949 e, una volta dentro, le sparò alla nuca con il revolver Webley calibro 38 che aveva rubato ad Archibald Henderson, la spogliò dei suoi oggetti di valore, compreso un cappotto di karakul, e la sciolse nell'acido. Due giorni dopo, Constance Lane, amica di Durand-Deacon, ne denunciò la scomparsa.
Gli investigatori scoprirono presto il passato di furti e frode di Haigh e ne perquisirono l'officina. La polizia rinvenne la valigetta di Haigh contenente la ricevuta di una tintoria per il cappotto della Durand-Deacon e anche documenti che si riferivano agli Henderson e ai McSwan. L'officina nel Sussex affittata da Haigh non conteneva uno scarico a pavimento, a differenza dell'officina che aveva affittato a Gloucester Road a Londra. Dovette quindi liberarsi dei resti del cadavere versando il contenitore su un cumulo di macerie sul retro della proprietà. L'indagine dell'area da parte del patologo Keith Simpson scoprì 12 kg di grasso corporeo umano, parte di un piede umano, calcoli biliari umani e parte di una dentiera che fu successivamente identificata dal dentista della Durand-Deacon come appartenente a lei durante il processo.
Haigh chiese all'ispettore Albert Webb durante l'interrogatorio: "Dimmi, francamente, quali sono le possibilità che qualcuno venga rilasciato da Broadmoor?" (un ospedale psichiatrico di massima sicurezza). L'ispettore rispose che non poteva discutere di quel genere di cose, così Haigh replicò: "Beh, se ti dicessi la verità, non mi crederesti. Sembra troppo fantastico per crederci".
Haigh confessò quindi di aver ucciso la Durand-Deacon, i McSwan e gli Henderson, così come altre tre persone: un giovane di nome Max, una ragazza di Eastbourne e una donna di Hammersmith. Queste dichiarazioni non poterono essere provate.

## Processo ed esecuzione
Il processo di Haigh si tenne a Lewes. Haigh cercò di farsi riconoscere incapace di intendere e di volere, sostenendo di aver bevuto il sangue delle sue vittime. Dichiarò di aver avuto da ragazzo sogni  che avevano il sangue come tema ricorrente. Quando fu coinvolto in un incidente stradale nel marzo del 1944, gli tornò in mente il sogno: "Ho visto davanti a me una foresta di crocifissi che a poco a poco si trasformarono in alberi. All'inizio sembrava che ci fosse rugiada o pioggia, che gocciolava dai rami, ma mentre mi avvicinavo mi resi conto che era sangue. L'intera foresta cominciò a contorcersi e gli alberi, scuri ed eretti, a stillare sangue...Un uomo è andato da ogni albero per prendere il sangue...Quando la tazza fu piena, si avvicinò a me. 'Bevi', disse, ma non riuscii a muovermi."
Il procuratore generale, Sir Hartley Shawcross KC (in seguito Lord Shawcross), guidò l'accusa e sollecitò la giuria a respingere la difesa di Haigh basata sulla pazzia in quanto aveva agito con premeditazione.
Sir David Maxwell Fyfe KC, l'avvocato difensore, chiamò molti testimoni per attestare lo stato mentale di Haigh, tra cui Henry Yellowlees, che affermò che Haigh aveva una disturbo paranoide della personalità, aggiungendo: "L'assoluta indifferenza insensibile, allegra, e quasi amichevole dell'imputato rispetto ai crimini che ha ammesso di aver commesso è unico nella mia esperienza."
Apparentemente Haigh aveva creduto (erroneamente) che se i corpi delle sue vittime non fossero stati trovati, una condanna per omicidio non sarebbe stata possibile. Ma la giuria impiegò solo pochi minuti a dichiararlo colpevole. Il giudice Travers Humphreys lo condannò a morte. Il 10 agosto 1949 Haigh bevve un brandy poco prima di essere impiccato dal boia Albert Pierrepoint.
Il caso fu uno di quelli successivi al 1945 che ottenne una notevole copertura sui giornali, anche se la colpevolezza di Haigh non fu mai messa in discussione. Il direttore del Daily Mirror, Silvester Bolam, fu condannato a tre mesi di reclusione per oltraggio alla corte per aver descritto Haigh come un "assassino" mentre il processo era ancora in corso.

## Le vittime confermate di Haigh
- Famiglia McSwan:
  - William Donald McSwan (9 settembre 1944)
  - Donald e Amy McSwan (2 luglio 1945)
- Famiglia Henderson:
  - Archibald e Rosalie Henderson (12 febbraio 1948)
  - Henrietta Helen Olivia Robarts Durand-Deacon, nata Fargus (18 febbraio 1949)

## Nella cultura popolare
- Il caso Haigh è stato rappresentato nell'episodio The Jar of Acid nella serie radiofonica del 1951 The Black Museum .
- Hide My Eyes di Margery Allingham, scritto nel 1958, rispecchia il caso Haigh anche se indirettamente.[18]
- Il Kaleidoscope, progetto mai prodotto di Hitchcock della metà degli anni '60, traeva ispirazione da Haigh e dal serial killer Neville Heath.[19]
- Il ruolo di Haigh è stato interpretato da Martin Clunes nel dramma ITV A Is for Acid .[20]
- Nigel Fairs ha interpretato Haigh nel dramma audio della Big Finish In Conversation with an Acid Bath Murderer (2011), che ha anche scritto. Il cast includeva Richard Franklin come Archie Henderson, Mandi Symonds come Olive Durand-Deacon e Louise Jameson (che ha anche diretto) come Rose Henderson.[21] È stato pubblicato come quarto episodio della serie antologica di Drama Showcase .
- Per alcuni anni la statua cera di Haigh fu esposta nella Camera degli Orrori al Madame Tussauds di Londra.
- Haigh è stato citato nell'episodio Vecchie abitudini della serie televisiva statunitense Bones.
- Lo spettacolo teatrale Under a Red Moon, di Michael Slade, è un resoconto immaginario dell'analisi fatta ad Haigh da parte di uno psichiatra prima del processo.
- Lo spettacolo teatrale WAX di Micheal Punter si basa su un incontro immaginario tra Haigh e una donna (Anna), un'artista di Madame Tussauds, che modella la sua opera in cera per essere esposta nella "Camera degli orrori" mentre si trova nella cella dei condannati.[22]
- L'episodio Capolavoro della follia di Criminal Minds è ispirato a Haigh.
- Il videogioco Clock Tower 3 fa riferimento a Haigh e ai suoi crimini direttamente con lo stalker del gioco, Corroder.
- La band americana thrash/death metal/grindcore Macabre si è ispirata a Haigh per una canzone dal titolo Acid Bath Vampire, contenuta nell'album Murder Metal.
- La band giapponese stoner/doom metal Church of Misery ha registrato una canzone su Haigh intitolata Make Them Die Slowly (John George Haigh). Il brano è stato inserito nell'album del 2016 And Then There Where None...
- La band death metal americana Deeds of Flesh ha citato il sogno degli alberi crocifissi nella traccia intitolata Drink the Blood dell'album Mark of the Legion.
- La band death metal inglese Gorerotted registrò la canzone To Catch A Killer (A Serial Killer Sing-a-long) nell'album Only Tools and Corpses, facendo riferimento a Haigh e al suo modo di uccidere in uno dei versi.